# Claes Malmberg (calciatore)
Claes Malmberg (11 marzo 1952) è un ex calciatore svedese, di ruolo centrocampista.

## Palmarès

### Club

#### Competizioni nazionali
- Campionato svedese: 3

Malmö: 1974, 1975, 1977
- Coppa di Svezia: 4

Malmö: 1974, 1975, 1978, 1980